# Bammental

Jahresniederschläge

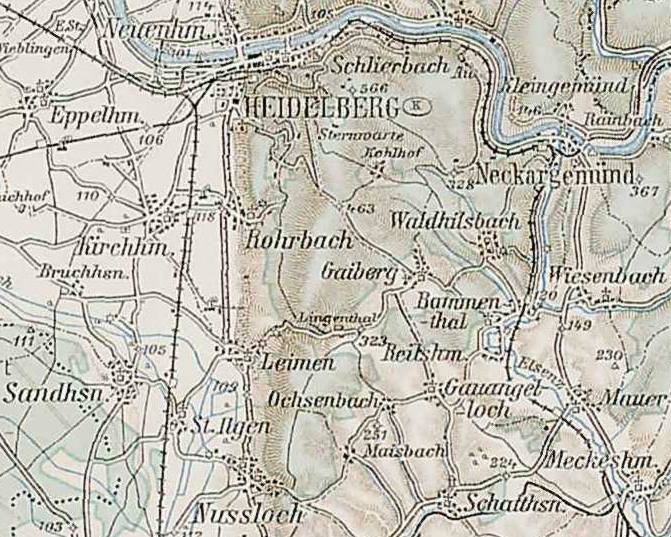
Bammental und Umgebung 1907

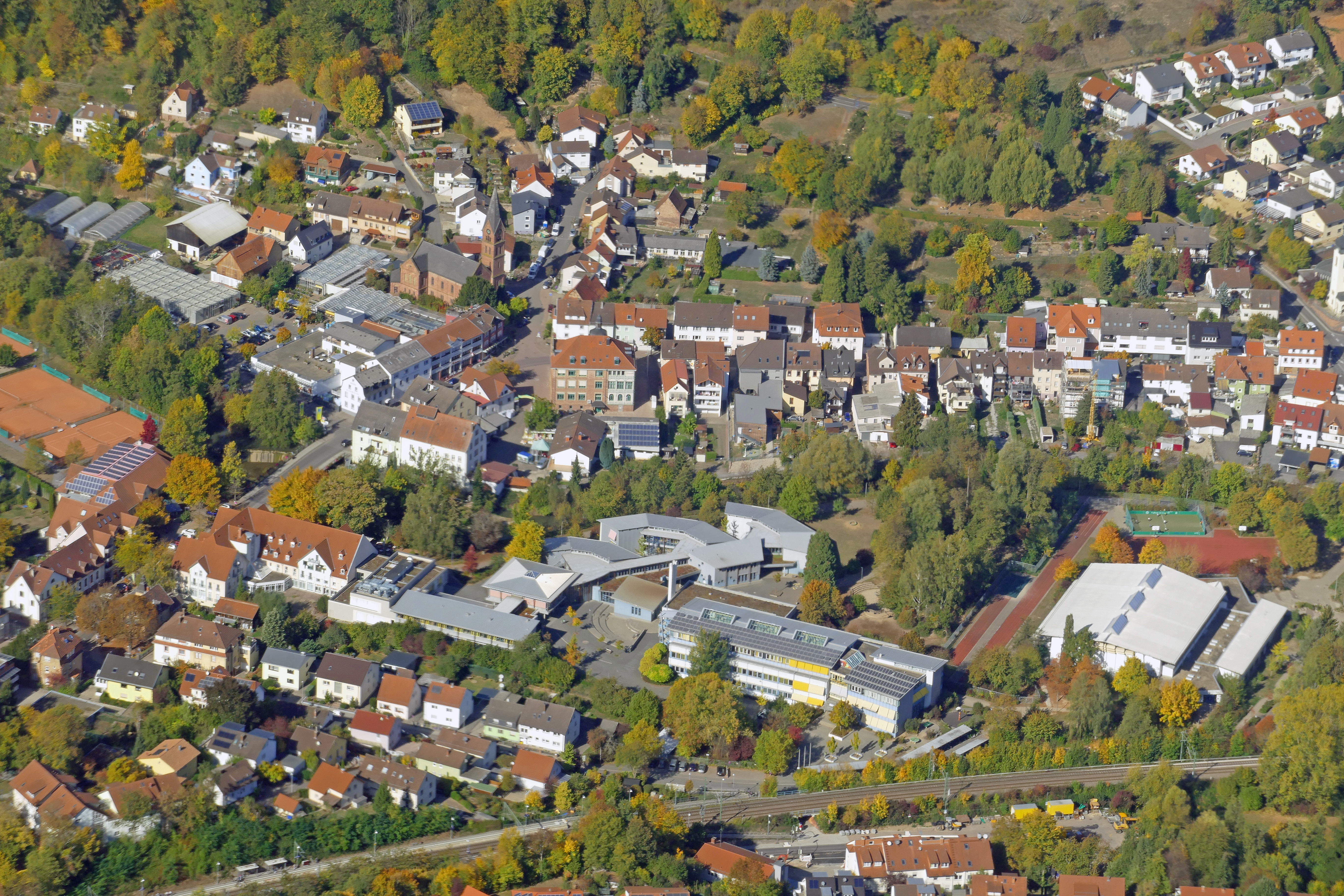
Das Zentrum von Bammental mit dem Rathaus in der Mitte (Rückansicht)

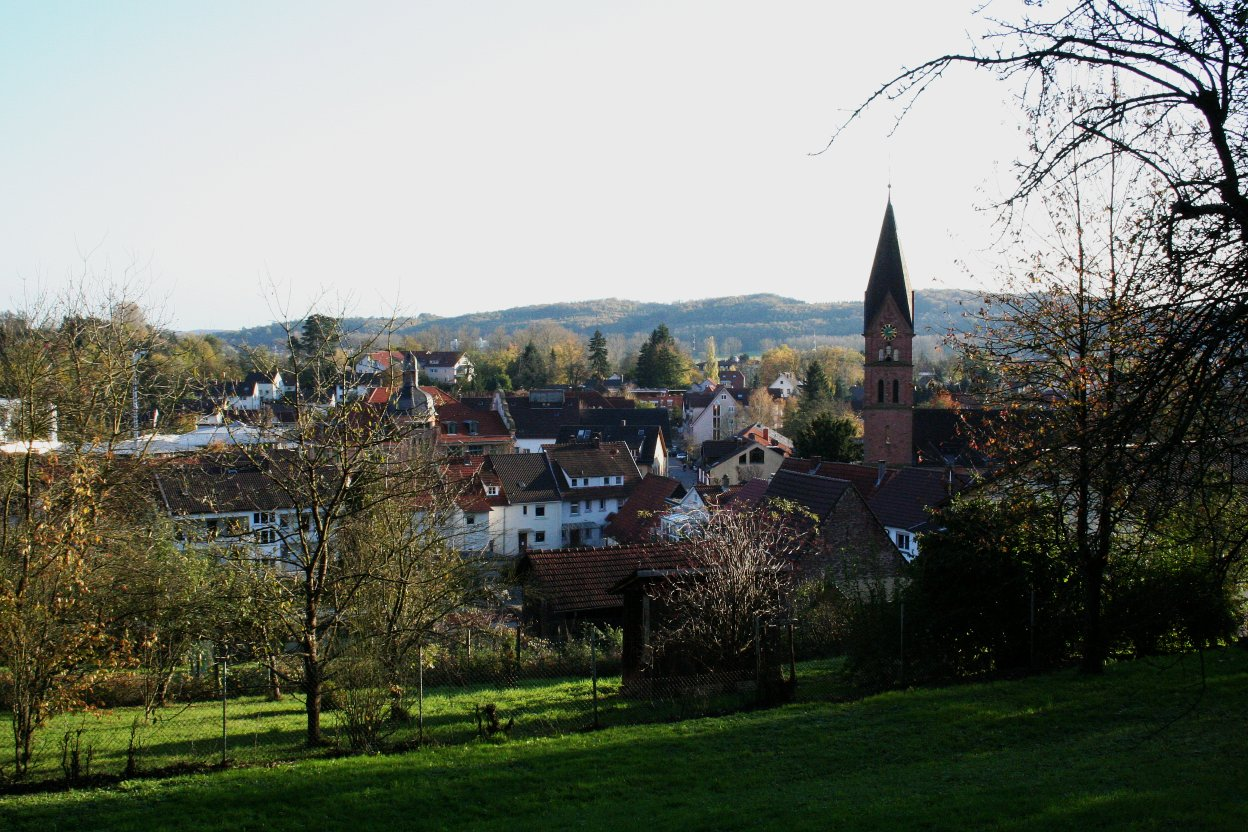
Blick über Bammental mit Glockenturm des Rathauses (links) und evangelischer Kirche (rechts)

Bammental (vor 1901: Bammenthal) ist eine Gemeinde mit rund 6600 Einwohnern im Rhein-Neckar-Kreis in Baden-Württemberg.

## Geografie

### Lage und Naturraum
Bammental gehört zur Metropolregion Rhein-Neckar und liegt im Naturpark Neckartal-Odenwald, etwa 9 km Luftlinie südöstlich von Heidelberg und 13 km nordwestlich von Sinsheim im Elsenztal. Zu Bammental gehört der Ortsteil Reilsheim.
Nachbargemeinden sind im Nordwesten Heidelberg, im Norden Neckargemünd, im Osten Wiesenbach, im Südosten Mauer, im Südwesten Leimen mit dem Ortsteil Gauangelloch und im Westen Gaiberg.
Bammentals Gemarkung hat Anteil an Kraichgau und Odenwald, im Nordosten an der Südost-Abdachung des Königstuhls. Diese besteht weitestgehend aus Oberem Buntsandstein. Der Hollmut-Höhenrücken, ein Umlaufberg des Neckars, ragt von Norden in die Gemarkung hinein. Im Süden und Südwesten fließt die Elsenz in mehreren Schlingen durch das Gemeindegebiet. Ihr fließt von Norden, aus Richtung Königstuhl, der Weiherwiesenbach zu.
Das Gemeindegebiet erstreckt sich zwischen einer Höhe von 120 und 340 Metern über 1216 Hektar. Davon sind 18,8 Prozent Siedlungs- und Verkehrsfläche, 35,1 Prozent werden landwirtschaftlich genutzt und 44,2 Prozent sind bewaldet.

### Gemeindegliederung
Zur Gemeinde Bammental gehören die Dörfer Bammental und Reilsheim, der Ort Kraftwerk der Tapetenfabrik und der Wohnplatz Jungviehweide Hollmut.

### Klima
Der Jahresniederschlag beträgt 929 Millimeter. Die Niederschläge sind hoch. Sie liegen im oberen Viertel der in Deutschland erfassten Werte. An 80 Prozent der Mess-Stationen des Deutschen Wetterdienstes werden niedrigere Werte registriert. Der trockenste Monat ist der Februar, die meisten Niederschläge fallen im Juni. Im Juni fallen 1,3 mal mehr Niederschläge als im Februar. Die Niederschläge variieren sehr wenig im Jahresverlauf. An nur 4 Prozent der Mess-Stationen werden niedrigere jahreszeitliche Schwankungen registriert.

## Geschichte

### Bis zum 19. Jahrhundert
Reste einer römischen Straße und von römischen Gebäuden zeugen von einer Besiedlung durch die Römer ab der Zeitenwende.
769 wurde der heutige Ortsteil Reilsheim erstmals in einer Urkunde des Lorscher Codex unter dem Namen Risolfesheim erwähnt. Reilsheim zählt zu den ältesten Siedlungen im unteren Elsenztal, die wohl im Zuge der fränkischen Landnahme im 6. oder 7. Jahrhundert gegründet wurden. Von Reilsheim aus erfolgte die Gründung einer Reihe von Ausbausiedlungen, zu denen auch das am Unterlauf des Krebsbachs gelegene Bammental gehört, dessen Ursprünge wohl im 8. oder 9. Jahrhundert liegen. Die auf den 29. Juni 1016 datierte Schenkungsurkunde, in der erstmals Benemaden erwähnt wird, stammt wahrscheinlich aus dem 12. Jahrhundert. Gesicherte Urkunden liegen erst aus dem 12. Jahrhundert vor. Die beiden räumlich voneinander getrennten Orte bildeten vermutlich schon im 13. Jahrhundert eine gemeinsame Verwaltungseinheit, 1325 wurde bereits ein gemeinsamer Schultheiß genannt. Zusammengewachsen sind Reilsheim und Bammental durch das zwischen den alten Siedlungskernen gelegene Vorstädtl, beginnend mit der Ansiedlung einer Mühle an der Elsenz 1628 und massiv ausgebaut seit der Eröffnung der Elsenztalbahn 1862 und der Errichtung einer Tapetenfabrik 1862/63. Das Vorstädtl bildet heute den eigentlichen Gemeindemittelpunkt mit dem Rathaus und Geschäften.
Bammental-Reilsheim gehörte ursprünglich zum hochmittelalterlichen Elsenzgau und gelangte dann mit dem unteren Elsenztal in staufischen Besitz, der von einem kaiserlichen Landvogt in Wimpfen verwaltet wurde. Von 1330 bis 1803 war der Ort unter pfälzischer Hoheit und gehörte zur Meckesheimer Zent, einem das untere Elsenztal umfassenden Gerichtsbezirk. Verschiedene Klöster sowie die Herren von Hirschhorn hatten zwar Besitz in Reilsheim und Bammental, über zwei Drittel des Ackerlandes waren jedoch freier Besitz der Bauern. Im 18. Jahrhundert entwickelte sich Bammental durch die Zuwanderung von Bauern zum größeren der beiden Orte. 1803 gelangte Bammental zu Baden. Nach 1831 versuchte Reilsheim zeitweilig, Selbständigkeit zu erlangen, die jedoch 1841 endgültig abgewiesen wurde.
Bammental war bis weit ins 19. Jahrhundert stark land- und forstwirtschaftlich geprägt. Der erste größere Industriebetrieb des Ortes war die Tapeten- und Papierfabrik der Gebrüder Scherer, die 1863 eröffnet wurde und 1888 bereits 200 Beschäftigte hatte. Weitere historische gewerbliche Bedeutung hatten um 1900 außerdem die Zigarrenherstellung und das Mühlenwesen.

### 20. Jahrhundert
Nach dem Zweiten Weltkrieg nahm Bammental rund 1000 Heimatvertriebene, zumeist aus ehemaligen deutschen Ostgebieten, Tschechien, Ungarn und Jugoslawien auf. Dies sorgte für einen starken Anstieg der Bevölkerung und für die Erschließung neuer Wohngebiete. Die traditionellen Erwerbszweige wie die Papier- und Zigarrenherstellung und das Mühlenwesen verloren an Bedeutung, es wurden während der „Wirtschaftswunder“-jahre aber neue Gewerbe erschlossen. Bis 1973 gehörte Bammental zum Landkreis Heidelberg. Mit dessen Auflösung fiel die Gemeinde an den Rhein-Neckar-Kreis.

### Einwohnerentwicklung
| Jahr      | 1439 | 1577 | 1777 | 1834 | 1905 | 1939 | 1961 | 1965 | 1970 | 1982 | 1991 | 1995 | 2000 | 2005 | 2010 | 2015 | 2020 |
| --------- | ---- | ---- | ---- | ---- | ---- | ---- | ---- | ---- | ---- | ---- | ---- | ---- | ---- | ---- | ---- | ---- | ---- |
| Einwohner | 255  | 285  | 501  | 903  | 1741 | 2041 | 3671 | 4207 | 4616 | 5560 | 6167 | 6397 | 6545 | 6517 | 6468 | 6426 | 6599 |

Die Grafik zeigt die Bevölkerungsentwicklung.

## Politik

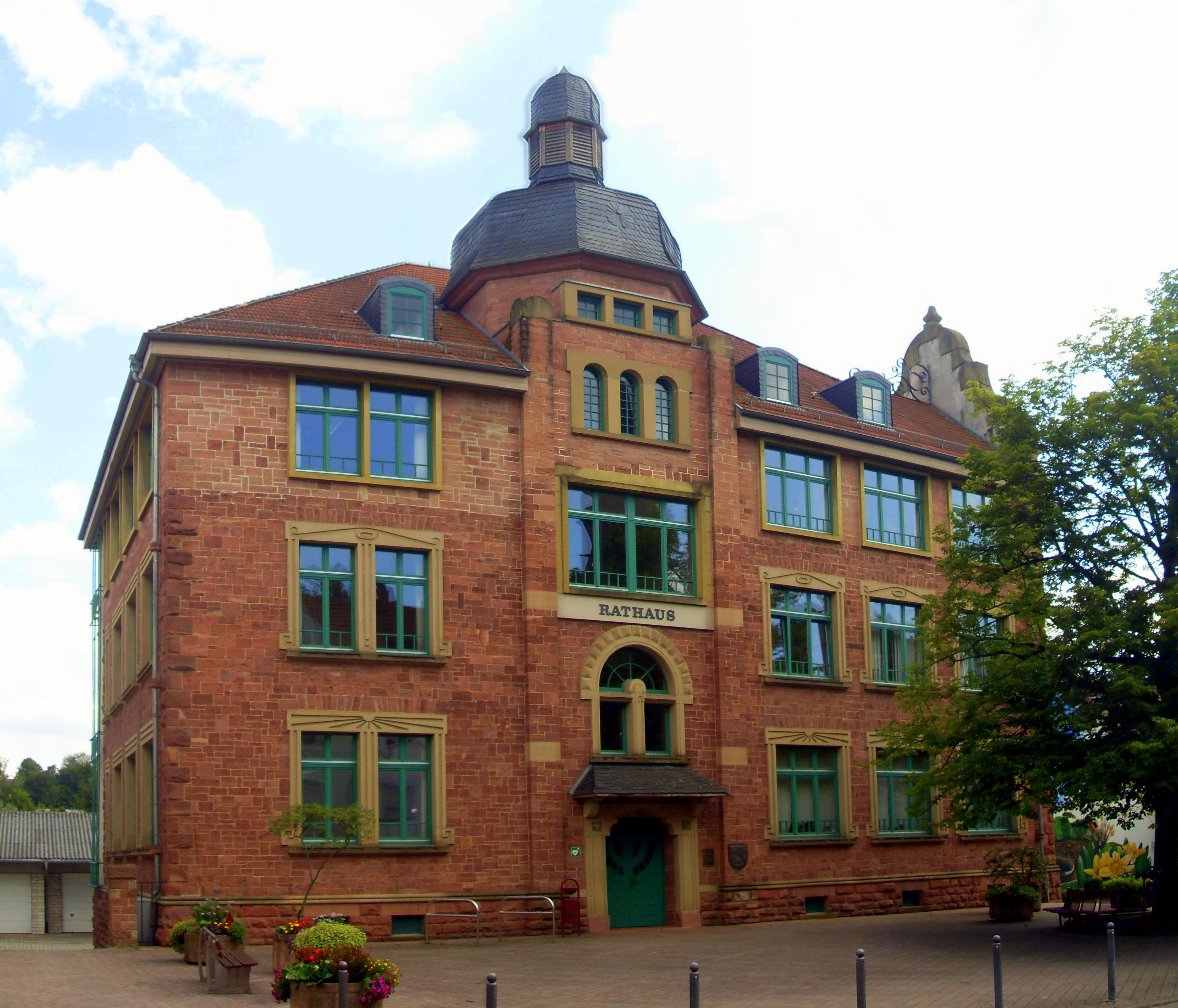
Rathaus von Bammental

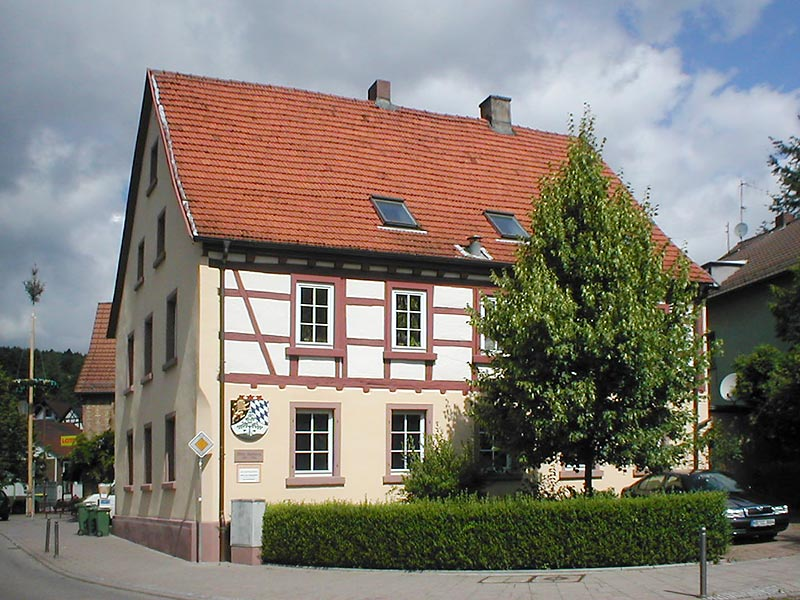
Altes Rathaus

### Gemeinderat
Der Gemeinderat hat 18 ehrenamtliche Mitglieder, die für fünf Jahre gewählt werden. Hinzu kommt der Bürgermeister als stimmberechtigter Gemeinderatsvorsitzender.
Die Kommunalwahl 2024 führte zu folgendem Ergebnis (in Klammern: Unterschied zu 2019):
| Gemeinderat 2024                   | Gemeinderat 2024 | Gemeinderat 2024 | Gemeinderat 2024 | Gemeinderat 2024 |
| Partei / Liste                     | Stimmenanteil    | Sitze            |                  |                  |
| ---------------------------------- | ---------------- | ---------------- | ---------------- | ---------------- |
| CDU/BV Bammental                   | 33,6 % (+6,1)    | 6 (+1)           |                  |                  |
| Pro Bammental                      | 18,9 % (+2,2)    | 3 (±0)           |                  |                  |
| Grüne                              | 17,3 % (−6,1)    | 3 (−1)           |                  |                  |
| SPD                                | 16,0 % (−1,9)    | 3 (±0)           |                  |                  |
| Unabhängige Wähler Bammental (UWB) | 14,3 % (−0,3)    | 3 (±0)           |                  |                  |
| Wahlbeteiligung: 70,0 % (+1,6)     |                  |                  |                  |                  |

### Bürgermeister
Der Bürgermeister wird für acht Jahre direkt gewählt. Bürgermeister von Bammental ist Holger Karl. Er wurde am 28. März 2010 im zweiten Wahlgang mit 69,7 Prozent der abgegebenen Stimmen gewählt und trat sein Amt am 1. Juni 2010 an. Im März 2018 wurde er für weitere acht Jahre mit 70,86 Prozent der Stimmen wiedergewählt.

#### Schultheissen
- 0000–1325 – Konrad (Conrad)
- 0000–1439 – Hanns Bersich
- 0000–1495 – Hans Kühnle
- 0000–1506 – Hans Gaul (Kaull)
- 0000–1516 – Hans Seifert (Syfert)
- 1532–1554 – Fritz Obert
- 1554–1569 – Friedrich Zimmermann
- 1582–1595 – Friedrich Klingmann
- 0000–1654 – Hans Leonhard Fromm (Frum)
- 1664–1669 – Hans Valentin Reinhard (Velten Rennert)
- 1669–1671 – Hans Wilhelm Gompenhaus (Kumpenhanß)
- 0000–1674 – Hans Leonhard Fromm
- 1680–1702 – Hans Stephan Hossmann
- 1707–1726 – Georg Ganshorn (Gansshorn)
- 1729–1730 – Mathias Buschlaeger
- 1730–1731 – Hans Stephan Heid (Heyd)
- 1731–1735 – Bernhard Ganshorn
- 1735–1748 – Georg Michael  Haeusser (Heisser, Heuser)
- 1748–1754 – Matthaeus Schneckenberger
- 1755–1776 – Johann Friedrich Roesch
- 1776–1790 – Caspar Harth
- 1790–1798 – Johann Heinrich Schneckenberger
- 1799–1824 – Mathias Sigmund (seit 1810 Vogt)

#### Vögte
- 1824–1826 – Georg Jakob Fromm
- 1826–1828 – Georg Heid
- 1828–1832 – Adam Hoffmann (seit 1831 Bürgermeister)

#### Bürgermeister
- 1832–1835 – Philipp Ganshorn
- 1835–1837 – Christian Hoffmann
- 1837–1848 – Leonhard Fromm
- 1848–1850 – Jakob Sigmund
- 1850–1874 – Leonhard Fromm

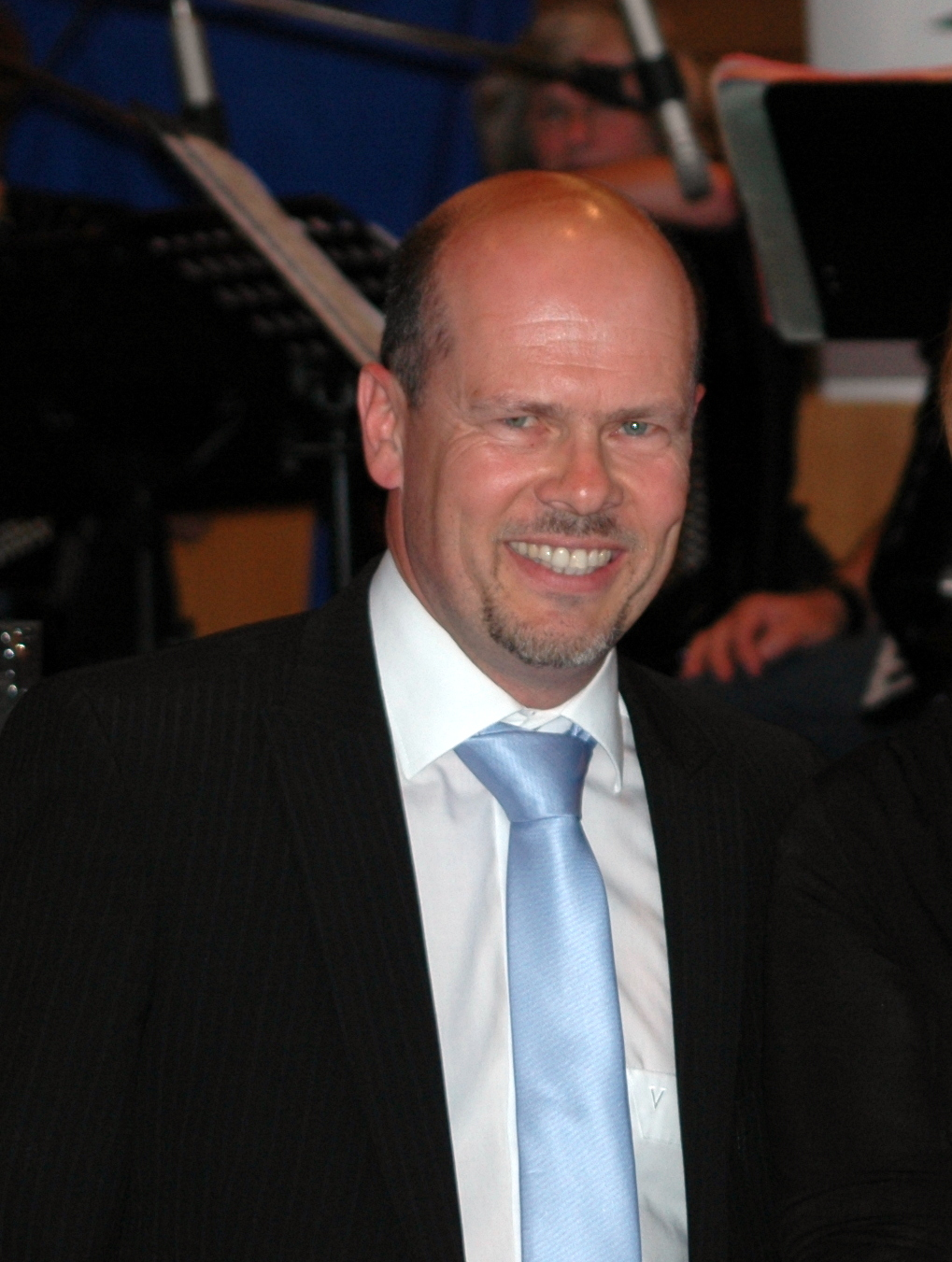
Bürgermeister Holger Karl

- 1874–1893 – Johann Friedrich Ziegler
- 1893–1903 – Johann Schenzel
- 1903–1914 – Phillipp Christian Rösch
- 1914–1919 – Friedrich Winnewisser
- 1919–1928 – Jakob Ziegler
- 1928–1933 – Emil Müller
- 1933–1944 – Heinrich Lämmler
- 1944–1945 – Heinrich Hoffmann
- 1945–1954 – Wilhelm Hessenauer
- 1954–1975 – Erich Renz
- 1976–1994 – Herbert Echner
- 1994–2010 – Gerhard Vogel
- seit 2010 – Holger Karl

### Wappen

Wappen

Blasonierung: Durch eine eingebogene silberne Spitze, worin ein wachsender, von zwei wachsenden roten Tulpen mit grünen Blättern beseiteter grüner Laubbaum, gespalten; vorn in Schwarz ein linksgewendeter, rot bewehrter und rot bezungter goldener Löwe, hinten von Blau und Silber schräggerautet.
Das Wappen geht zurück auf ein ehemaliges Gerichtssiegel, das seit 1747 nachweisbar ist. Es wurde 1894 vom Generallandesarchiv offiziell anerkannt. Der Löwe und die Rauten sind Symbole der alten Kurpfalz; siehe hierzu auch Wappen der Kurpfalz. Der Baum steht für die volksetymologische Deutung von „Bammental“ als „Baum im Tal“.
Die Flagge ist Grün-Weiß und wurde 1965 vom Innenministerium verliehen.

### Gemeindepartnerschaft

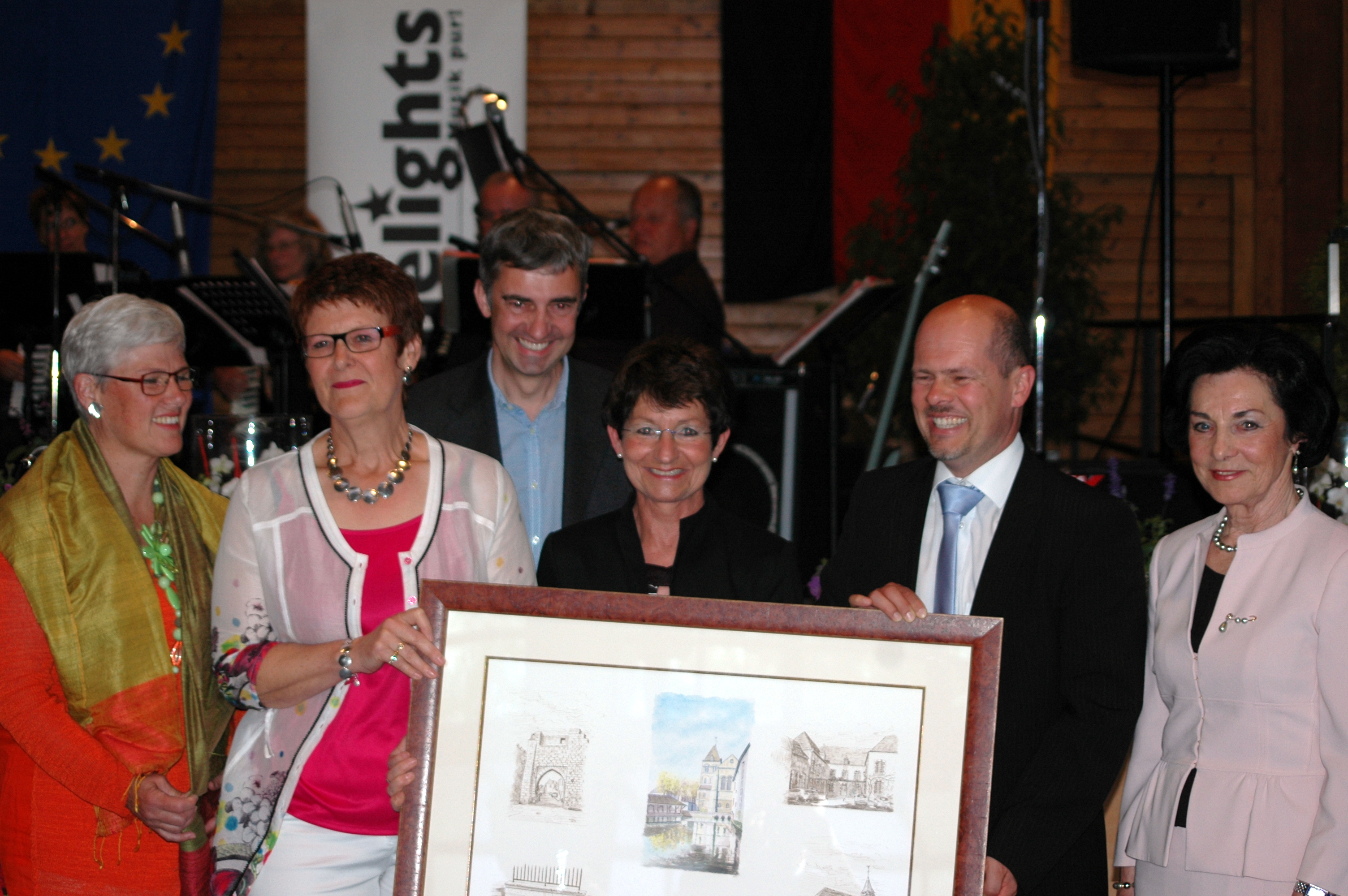
48. Partnerschaftstreffen Vertus – Bammental (2014)

Bammental pflegt seit dem 18. Juni 1966 eine Partnerschaft mit Vertus (seit 2018 Ortsteil der Gemeinde Blancs-Coteaux) in Frankreich und seit dem Mauerfall 1989 mit der sächsischen Gemeinde Demitz-Thumitz.

## Kultur und Sehenswürdigkeiten

### Bauwerke
Inmitten der früheren Siedlungskerne von Bammental und Reilsheim haben sich zwei alte Wachtürme, sogenannte „Dörndl“, von 1773/74 erhalten. Oberhalb des Vorstädtls befindet sich außerdem der „Alte Turm“, der Kirchturm einer im 13. Jahrhundert erbauten, um 1774 barock erneuerten und 1896 abgerissenen Kirche. Die neue evangelische Kirche wurde von 1902 bis 1904 nach Plänen von Hermann Behaghel erbaut und 2007 mit einer neuen Glocke ausgestattet. Die katholische Kirche St. Dionysius wurde 1912 erbaut und 1975 bis 1977 durch einen modernen Anbau erweitert. Die neuapostolische Kirche in Reilsheim ist ein modernes Gebäude von 1975. Neben dem in regionaltypischem rotem Sandstein ausgeführten Rathaus hat sich auch noch das in Fachwerk erbaute und von 1851 bis 1956 als solches genutzte alte Rathaus erhalten. Im Ort gibt es einige weitere historische Fachwerkgebäude, darunter ein denkmalgeschütztes Bauwerk von 1593 im Ortsteil Reilsheim, an der der Alten Steige 4.

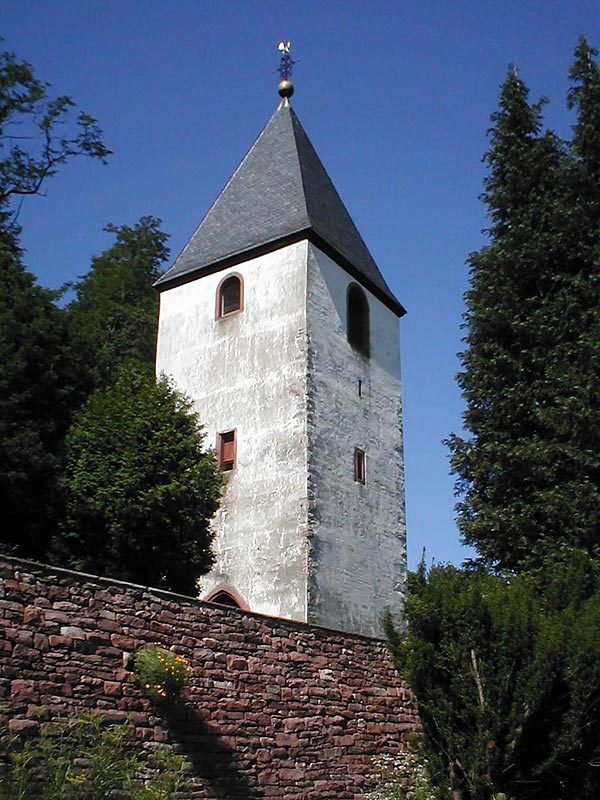
„Alter Turm“
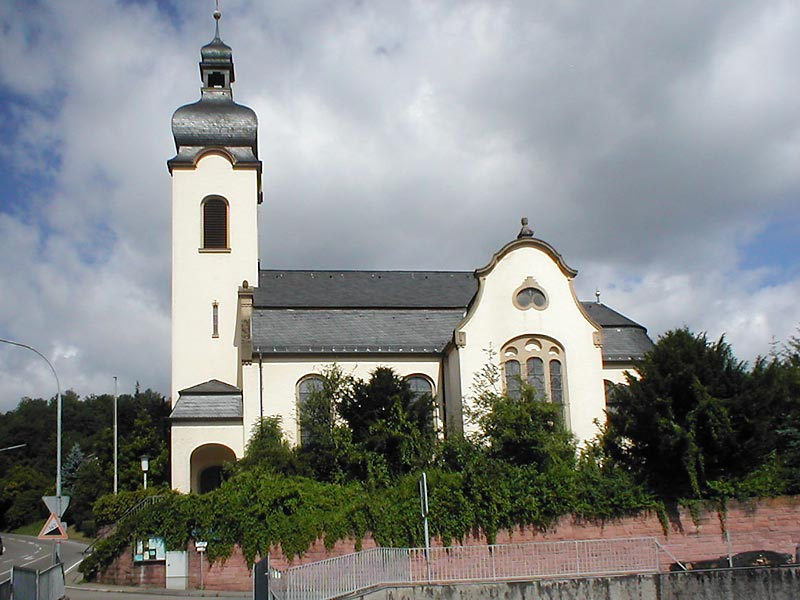
Katholische Kirche St. Dionysius
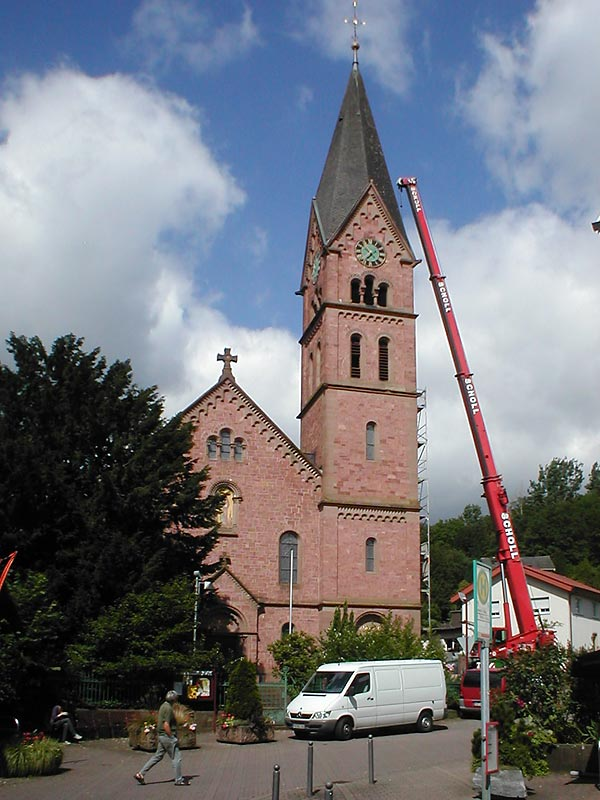
Evangelische Kirche
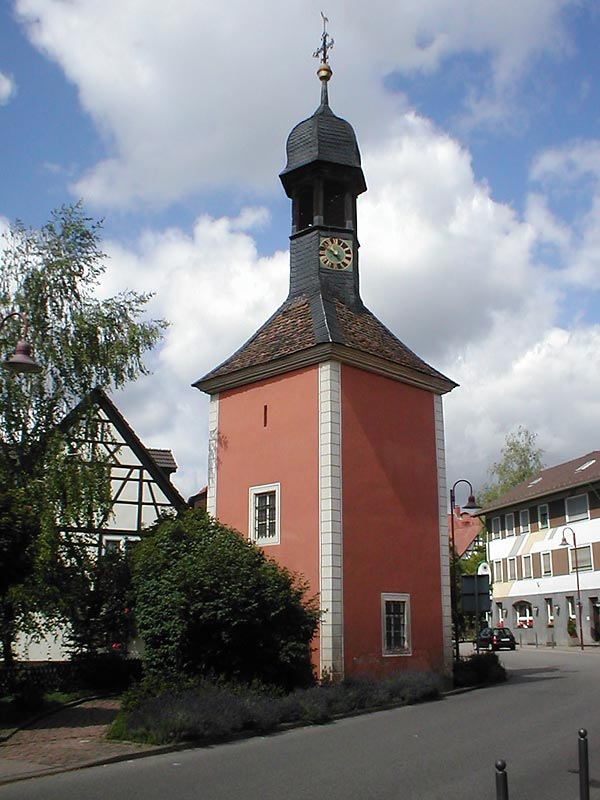
Wachturm (Dörndl) im Oberdorf
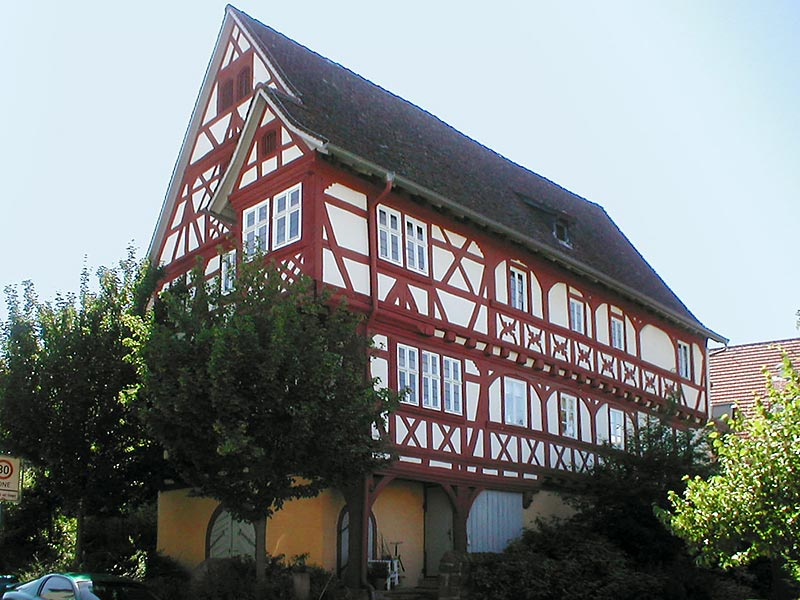
Fachwerkhaus in Reilsheim von 1593

### Museen
Im ehemaligen Bahnhofsgebäude von Bammental ist seit 1986 ein Heimatmuseum eingerichtet. Am Beispiel der Tapetenherstellung wird dort u. a. der Wandel von der handwerklichen zur industriellen Produktion veranschaulicht. Sehenswert ist auch der Duft- und Heilkräutergarten beim „Alten Turm“.

### Naturdenkmal

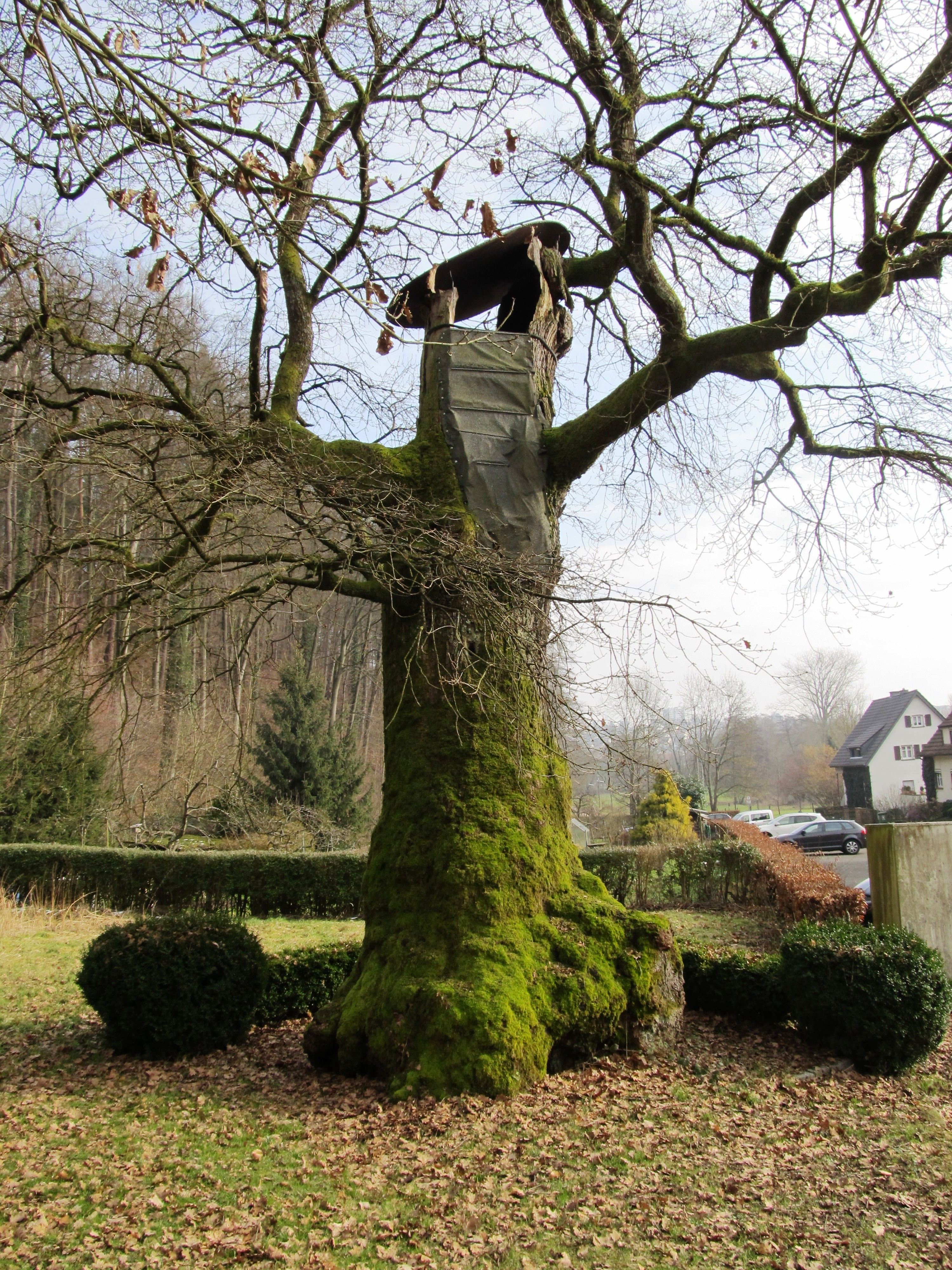
Naturdenkmal 1000-jährige Eiche in Bammental-Reilsheim

In Bammental-Reilsheim, an der Schützenhausstraße, steht eine sog. 1000-jährige Eiche. Mehrere Brände, verursacht durch Blitzeinschläge, haben dazu geführt, dass der Baum im Inneren hohl ist. Zur Sicherung wurde der hohle Stamm mit Beton ausgefüllt sowie durch eine Abdeckung gegen Nässe geschützt. Seit 1995 gilt die Reilsheimer Stieleiche als eingetragenes Naturdenkmal des Rhein-Neckar-Kreises. Nach Einschätzung von Fachleuten beträgt ihr reales Alter ca. 400 Jahre.

### Regelmäßige Veranstaltungen

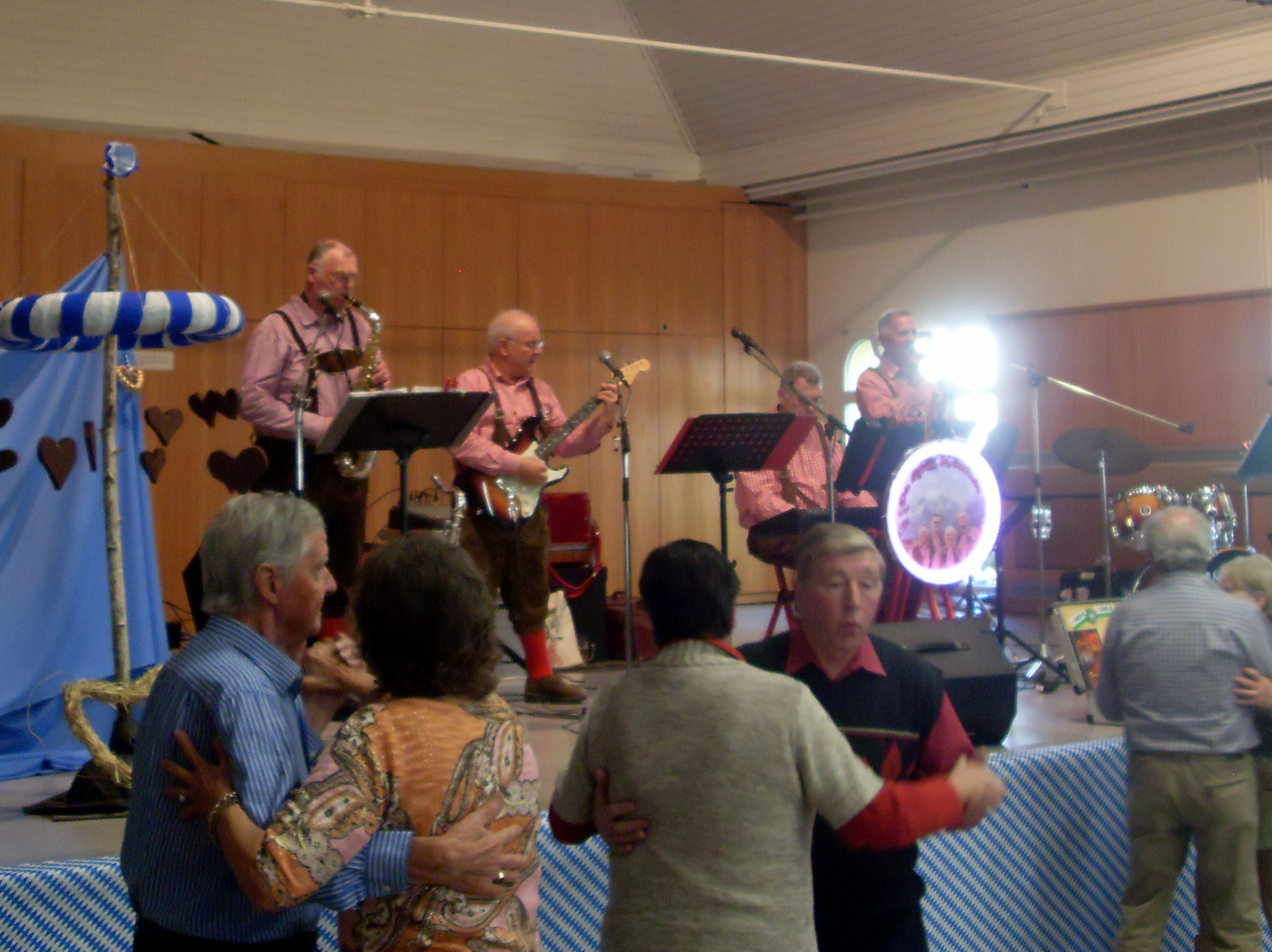
Oktoberfest 2013 in Bammental

Die Kerwe wird in Bammental seit Jahrhunderten am dritten Sonntag im August gefeiert, der älteste Beleg stammt aus dem Jahr 1703. Lange Tradition haben dabei auch die Umzüge der Kerweborscht. Ebenfalls lange Tradition haben die Sommertagszüge vor Ostern, die bereits aus dem Jahr 1654 in Bammental belegt sind. Jeden Dezember findet der zweitägige Weihnachtsmarkt in der Oberdorfstraße statt.

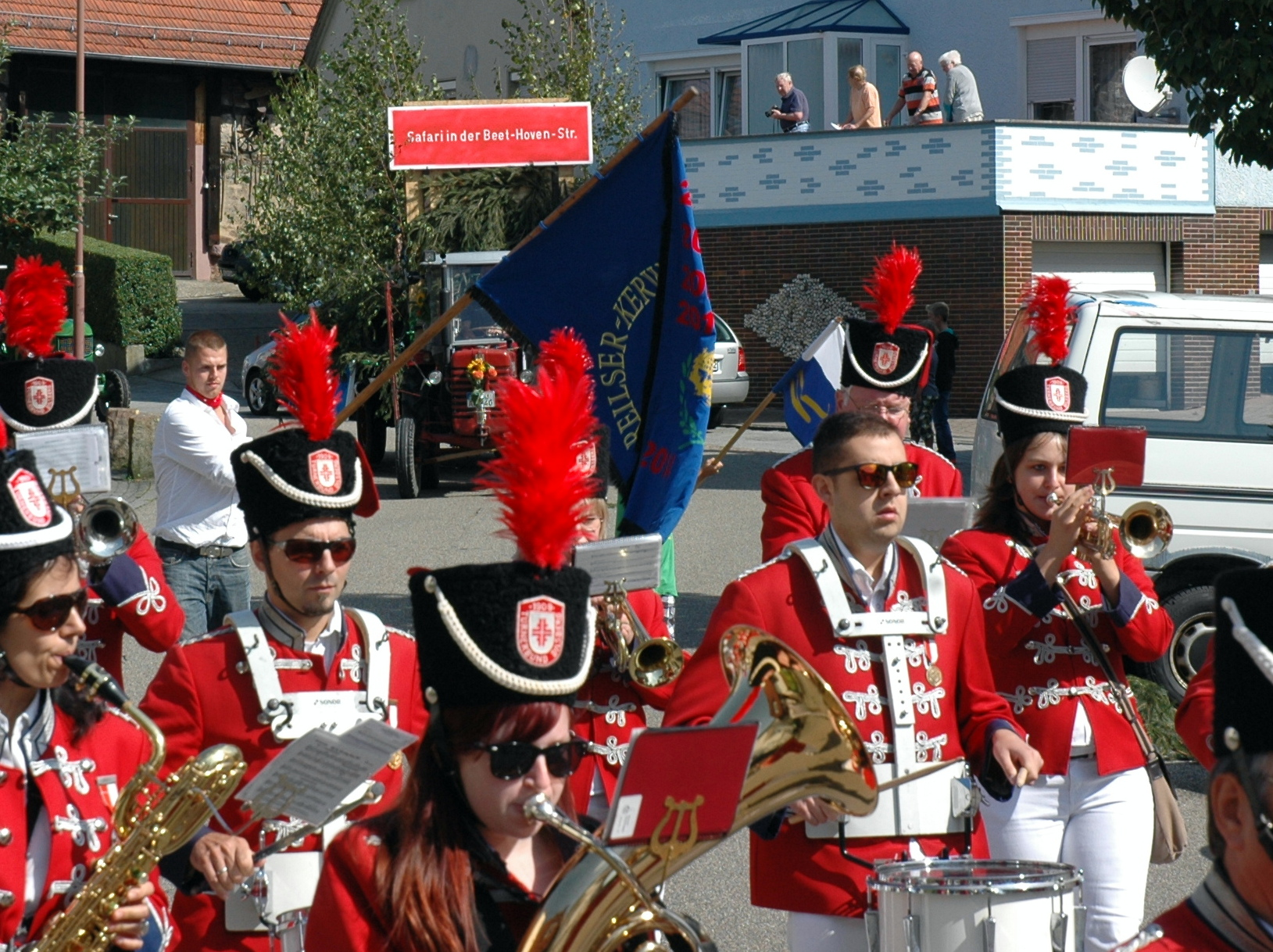
Kerweumzug 2014

Alle zwei Jahre wird das Lindenfest veranstaltet, welches vom Gewerbeverein Bammental organisiert wird, bei dem neben Konzerten und einem verkaufsoffenen Sonntag auch regelmäßig das Entenrennen zur Förderung des Waldschwimmbads stattfindet wird. Abwechselnd mit dem Lindenfest findet ebenfalls im Zweijahresrhythmus der Bammentaler Frühlingsmarkt statt.
Einmal jährlich findet das gemeinsame Partnerschaftstreffen Vertus-Bammental mit der Zwillingspartnerstadt Vertus statt.

### Dialekt
Der traditionelle Dialekt von Bammental gehört nach den Erhebungen des Deutschen Sprachatlas zu den rheinfränkischen Dialekten des Kurpfälzischen. Im Lauf des 20. Jahrhunderts hat sich die Grenze zwischen den südlicheren südfränkischen und den kurpfälzischen Dialekten nach Norden verschoben, so lag die Grenze zwischen unverschobenem p im Anlaut (z. B. in Pfalz / Palz) und unverschobenen -pp- im Inlaut (z. B. in Apfel / Appel) und den jeweiligen verschobenen Formen bei den Erhebungen zum Sprachatlas von Nord-Baden-Württemberg bereits nördlich von Heidelberg.

## Wirtschaft und Infrastruktur

### Verkehr

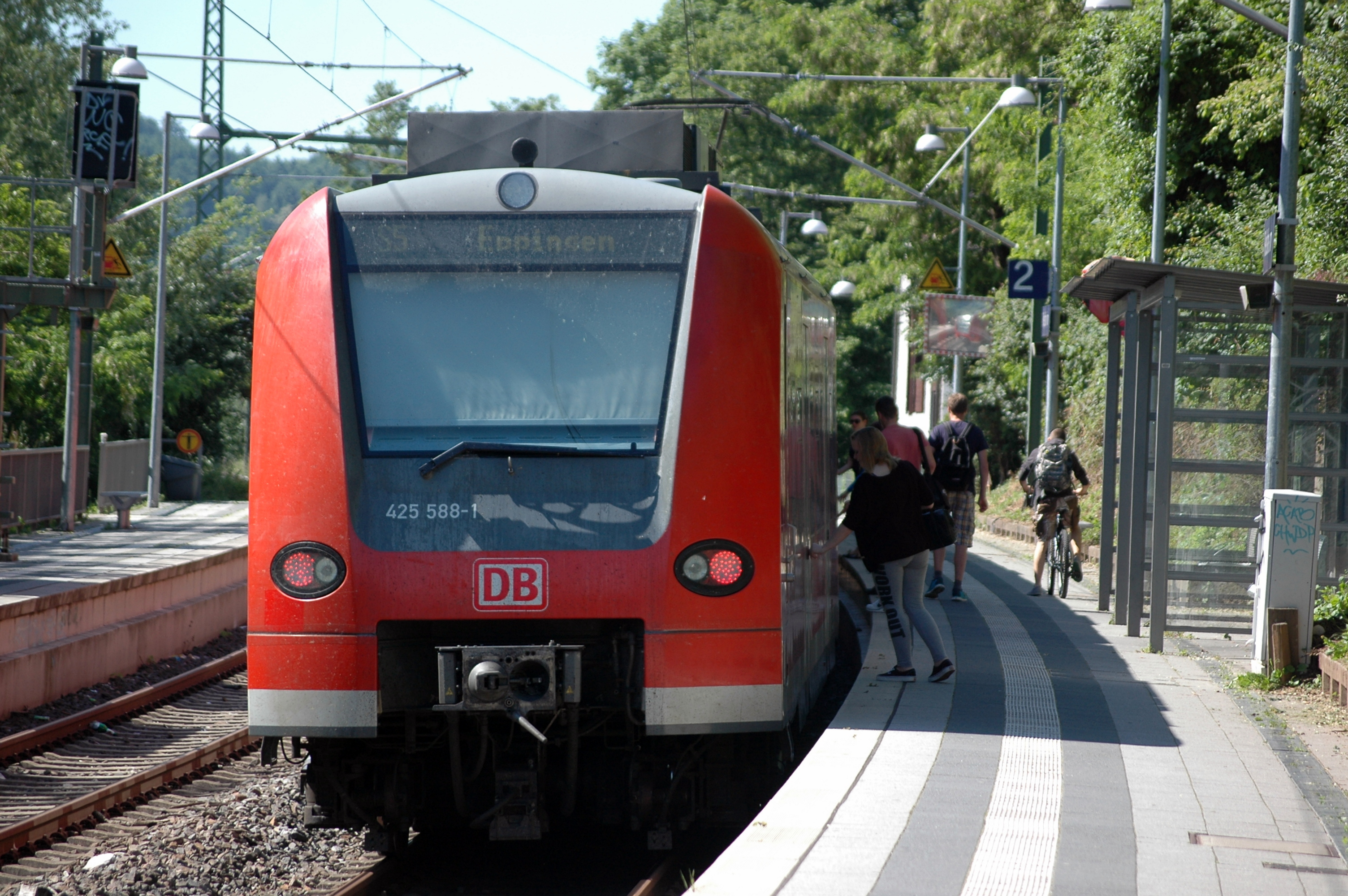
Haltepunkt Reilsheim

Die Elsenztalbahn, die von Heidelberg kommend über Neckargemünd und Sinsheim nach Bad Friedrichshall Hbf führt, hat in Bammental zwei Haltepunkte: den Haltepunkt Bammental und den Haltepunkt des Teilortes Reilsheim. Die Strecke wird von der S-Bahn RheinNeckar mit den Linien Heidelberg–Sinsheim–Eppingen und Heidelberg–Meckesheim–Aglasterhausen bedient.
| Linie | Verlauf | Takt      |
| ----- | --- | --------- |
| S 5   | Heidelberg Hbf – Heidelberg-Weststadt/Südstadt – Heidelberg-Altstadt – Heidelberg-Schlierbach/Ziegelhausen – Heidelberg Orthopädie – Neckargemünd – Bammental – Reilsheim – Mauer (b Heidelberg) – Meckesheim – Zuzenhausen – Hoffenheim – Sinsheim (Elsenz) Hbf – Sinsheim Museum/Arena – Steinsfurt – Reihen – Ittlingen – Richen – Eppingen Heidelberg–Meckesheim teilweise vereinigt mit S 51 nach Aglasterhausen Stand: Fahrplanwechsel Dezember 2021 | 30/60 min |
| S 51  | Heidelberg Hbf – Heidelberg-Weststadt/Südstadt – Heidelberg-Altstadt – Heidelberg-Schlierbach/Ziegelhausen – Heidelberg Orthopädie – Neckargemünd – Bammental – Reilsheim – Mauer (b Heidelberg) – Meckesheim – Eschelbronn – Neidenstein – Waibstadt – Neckarbischofsheim Nord – Helmstadt (Baden) – Aglasterhausen Heidelberg–Meckesheim vereinigt mit S 5 nach Eppingen Stand: Fahrplanwechsel Dezember 2021                                            | 60 min    |

In die umliegenden Orte führen Buslinien. Bammental gehört zum Tarifgebiet des Verkehrsverbunds Rhein-Neckar.
Bammental liegt an der Bundesstraße 45 zwischen Neckargemünd und Sinsheim.

### Bildung

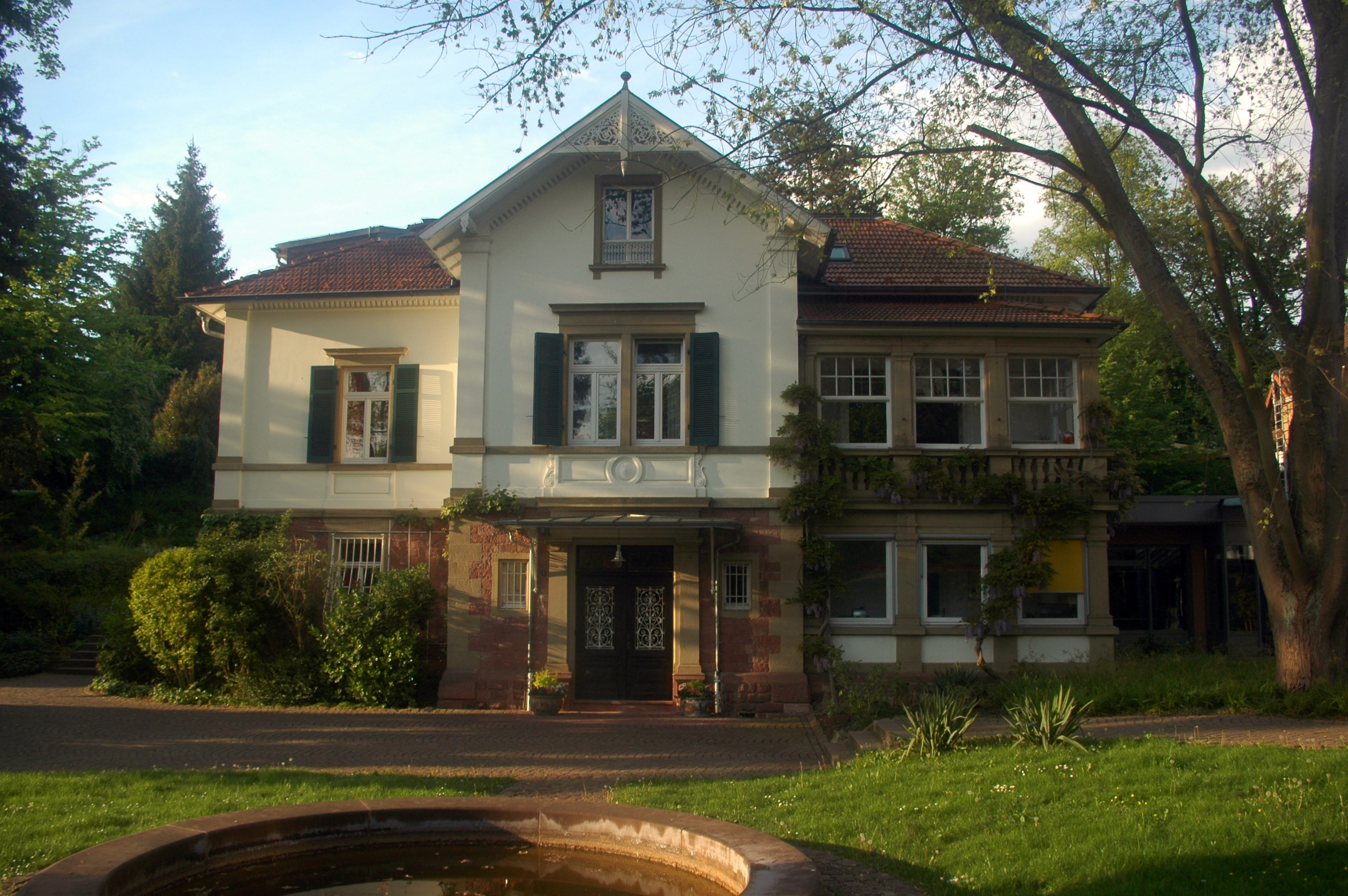
Kurpfalz-Internat

Eine Schule ist in Bammental seit 1605 nachweisbar. Im Ort gibt es heute die Elsenztalschule, eine Grund- und Gemeinschaftsschule, das Gymnasium Bammental sowie das private Kurpfalz-Internat.

## Persönlichkeiten

### Ehrenbürger

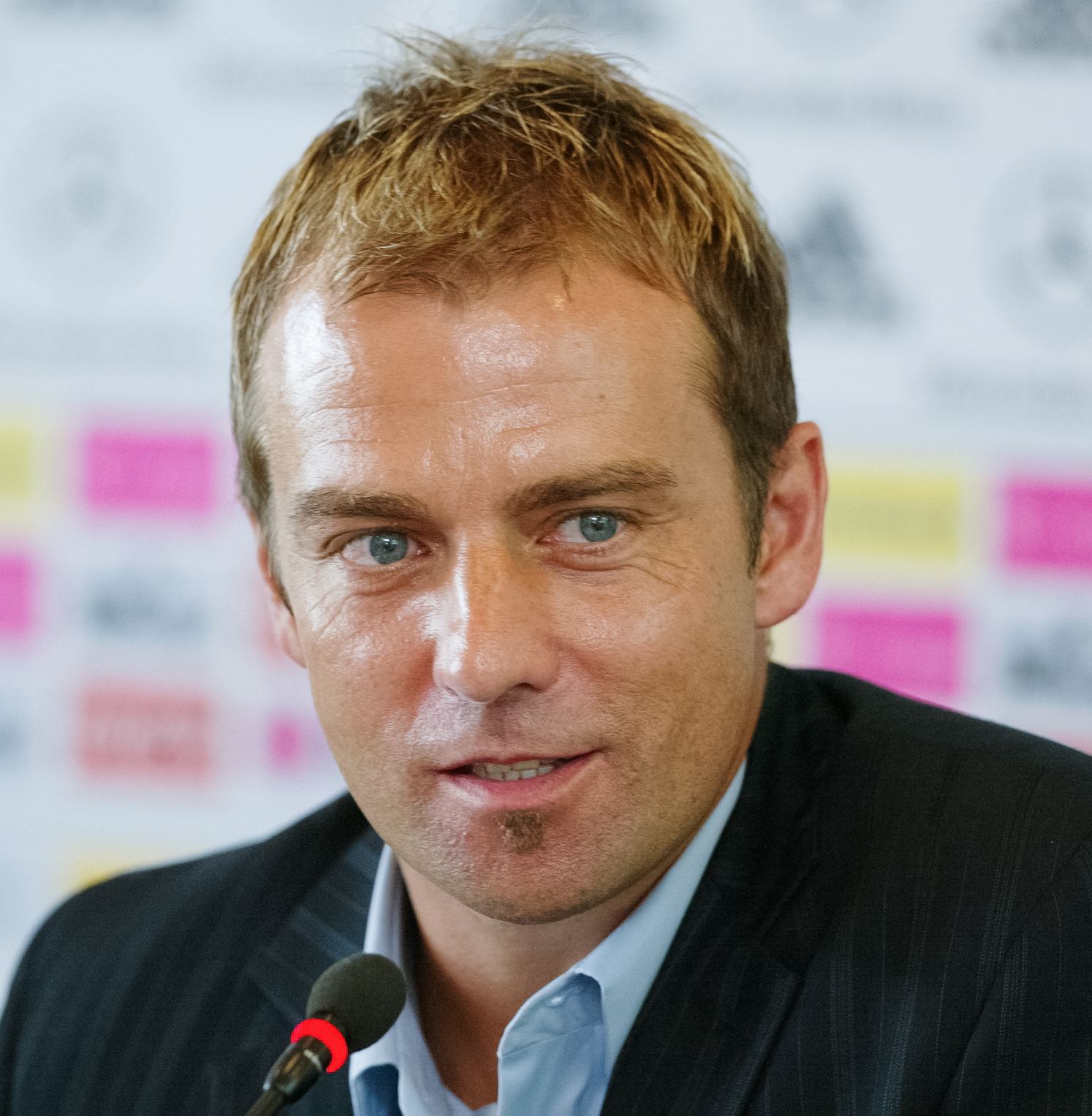
Ehrenbürger Hansi Flick

- Johann Stetzelberger (1882–1962), langjähriger Gemeinderat
- Emil Filsinger (1889–1972), langjähriger Chorleiter, Ehrenbürger 1964
- Heinrich Müller (1919–1991), langjähriger Gemeinderat und Feuerwehrkommandant, Ehrenbürger 1975
- Herbert Echner (1940–1995), Bürgermeister (1977–1994), langjähriger Kreisrat, Ehrenbürger 1994
- Horst Ottinger (1938–2003), langjähriger Vereinsvorsitzender und Gemeinderat, Ehrenbürger 2002
- Erhard Kramer (1933–2013), langjähriger Gemeinderat und Erster Stellvertreter des Bürgermeisters, Bundesverdienstkreuzträger, Ehrenbürger 2009
- Hansi Flick (* 1965), Profi-Fußballspieler, Trainer und Sportdirektor, Ehrenbürger 2015[20]

### Söhne und Töchter der Gemeinde
- Wilhelm Kling (1902–1973), Politiker (KPD, SED)

### Weitere mit Bammental verbundene Personen
- Ellen Lauterbach (1923–2011), Bundestagsabgeordnete (SPD) und Trägerin des Bundesverdienstkreuzes 1. Klasse
- Axel Mehlmann (* 1946), katholischer Pfarrer (1991–1997), Generalvikar des Erzbistums Freiburg
- Albrecht Schütte (* 1970), Physiker und Politiker (CDU), lebt in Bammental